# Chanel Iman

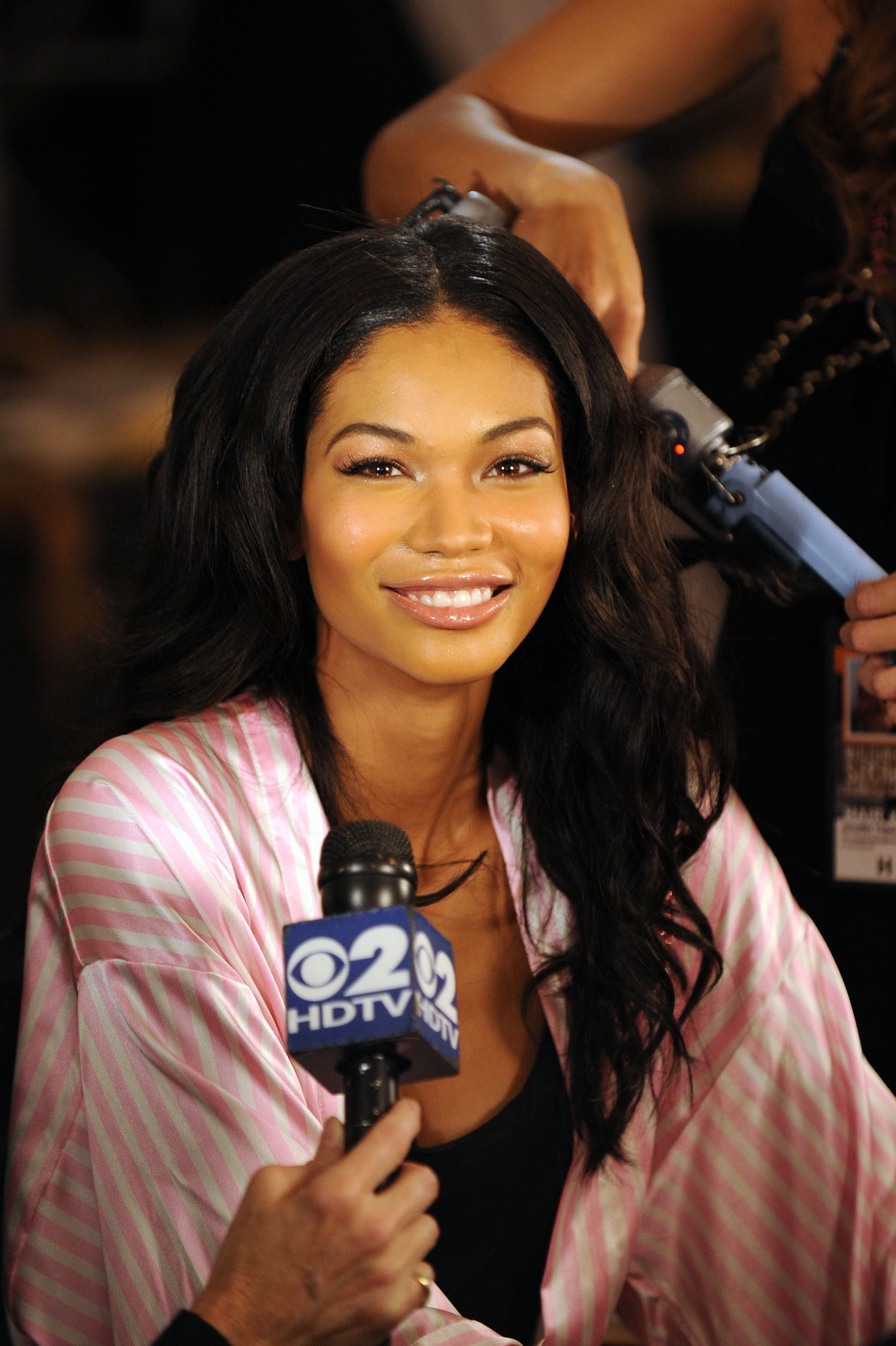
Chanel Iman under Victorias Secret Fashion Show i New York 2009.

Chanel Iman Robinson född 1 december 1990 är en amerikansk modell och Victoria's Secret-ängel.